# Pongaus
Het Pongaus wordt gesproken in het deel van de Oostenrijkse deelstaat Salzburg dat de Pongau genoemd wordt. Het Pongaus heeft kenmerken van zowel het Middel-Beiers en het Zuid-Beiers en is derhalve een overgangsdialect. Kenmerkend voor het Zuid-Beiers is bijvoorbeeld de klankverschuiving van ck naar ckch (waarbij de ch op de Noord-Nederlandse g lijkt) of een sterke ch, wat ook in het Tirools voorkomt. Het dialect kent verder opvallende neusklanken, die alleen in het Tiroler Laagland, de Pinzgau en de Pongau voorkomen. Verder valt het verkleinende achtervoegsel met ai op: Katzai (katje), a bissai (een beetje), a Schwaindai (een zwijntje), enzovoort.

## Huidige situatie
Het dialect is aan verandering onderhevig en wordt, mede door een sterke toestroom van mensen uit andere regio's van Oostenrijk (vooral uit de stad Salzburg toenemend door het Donau-Beiers beïnvloed. Het sterkst is dit te merken in de beide steden Sankt Johann im Pongau en Bischofshofen, alsmede in beroemde kuuroorden Bad Hofgastein en Bad Gastein. Hier spreken kinderen al duidelijk anders dan hun ouders. Van generatie tot generatie wordt het dialect steeds meer boven-regionaal. De oudere generatie gebruikt nog uitdrukkingen, die jongeren weliswaar in grote lijnen verstaan, maar zelf niet meer gebruiken. In de uitspraak is een merkbare verzwakking van de gutturale klanken ckch naar ck (k-klank) of zelfs gg (zoals in liegen (liggen)). Ook het verkleinende achtervoegsel ai verschuift naar a, zoals Katzal, a bissal, a Schwaindal, enzovoorts. Ten slotte valt op dat mensen die op boerderijen opgegroeid zijn, meer geneigd zijn tot het spreken van Pongaus dan mensen uit de stads- en dorpskernen.
In de kleine dorpen wordt het dialect nog steeds in ere gehouden, vooral in de zijdalen, zoals het Großarldal en het Kleinarldal. Mensen uit Sankt Johann im Pongau of Bischofshofen hebben intussen zelfs al moeite, het dialect uit de dalen te verstaan, vooral als er typisch Pongause uitdrukkingen gebruikt worden.

### Veranderingen in het dialect
Het oorspronkelijke Pongause dialect kent, net als het Opper-Beiers, geen ombuiging naar ü en ö; zo wordt, bijvoorbeeld, de Hoog-Duitse klank el in het oorspronkelijke dialect niet, zoals in het Oost-Middel-Beiers, öi, maar zoals in Opper-Beieren èi (waarbij de è als de eerste è in wekker klinkt). Enkele voorbeelden:
- Gejd of Gejt of Gejd/Gejtt in plaats van Göd (Hoog-Duits: Geld, Nederland: (geld))
- schnej in plaats van schnö (Hoog-Duits: schnell, Nederlands: snel)
- hejffm in plaats van Höffm (Hoog-Duits: helfen, Nederlands: helpen)

Het Hoog-Duitse achtervoegsel -iel wordt niet, zoals in het Oost-Middel-Beiers, ü, maar, zoals in de Pinzgau en in het Berchtesgadener Land ii (i-j). Enkele voorbeelden:
- vii of vij in plaats van vü (Hoog-Duits: viel, Nederlands: veel)
- Hiife in plaats van Hüfe (Hoog-Duits: Hilfe, Nederlands: hulp)
- spiin in plaats van spün (Hoog-Duits: spielen, Nederlands: spelen)

De ö wordt, zoals in Opper-Beieren een e of een é. Enkele voorbeelden:
- Ésterreich of Esterreich in plaats van Österreich (Hoog-Duits: Österreich, Nederlands: Oostenrijk)
- éfter in plaats van öfter (Hoog-Duits: öfter, Nederlands: vaker)

Onder jongeren worden deze vormen echter nauwelijks nog aangetroffen. In het Großarldal, waar het dialect op nog echt oorspronkelijke wijze gesproken wordt, zijn deze varianten ook langzaam aan het verwateren.

## Onderverdeling
Een spreker van een ander Beiers dialect kan het onderscheid tussen de diverse in de Pongau gesproken dialecten niet maken. Echter, mensen die het Pongause dialect wel spreken, kunnen onderling dit onderscheid wel maken en precies vertellen waar de ander vandaan komt. Dit komt door het feit dat het dialect per plaats verschilt. Iemand uit het Großarldal kan met zekerheid zeggen of iemand uit Sankt Johann im Pongau komt of niet. In het Großarldal spreken menden de medeklinkergroep ck als een zeer harde g (in zeggen) uit. Een nasale klank als Gmoân (Hoog-Duits: Gemeinde, Nederlands: gemeente wordt in Sankt Johann im Pongau of Bischofshofen veeleer als Gmoan uitgesproken. In Schwarzach im Pongau behoort tot het meer gematigde dialectgebied, terwijl men in Sankt Veit im Pongau meer het oorspronkelijke dialect spreekt. In de gemeenten Werfen en Pfarrwerfen, die beide in het dal van de Salzach liggen wordt ook meer het oorspronkelijke dialect gesproken. Beide gemeenten liggen aan de grens met de Tennengau.
Zelfs in de steden Sankt Johann im Pongau en Bischofshofen is het onderscheid groot. In de buurtschappen om beide steden wordt het dialect in zijn meer oorspronkelijke vorm gesproken, terwijl dit niet het geval is in de steden zelf.
Het Enns-Pongause dialect is eveneens een vorm van het Pongause dialect, hoewel sprekers van het Salzach-Pongause dialect niet zo duidelijk kunnen horen; in de regel is het Enns-Pongause dialect echter nog oorspronkelijker dan het Pongaus van het Salzachdal.

## Voorbeelden

### Woordvoorbeelden
| Pongaus                                           | Oost-Middel-Beiers (Salzburg) | Hoog-Duits                           | Nederlands                      |       |
| ------------------------------------------------- | ----------------------------- | ------------------------------------ | ------------------------------- | ----- |
| nied                                              | néd/ned                       | nicht                                | niet                            |       |
| zaach                                             | miaseelig/zaach               | mühselig, zäh                        | moeizaam, taai                  |       |
| Lassing                                           | Frialing                      | Frühling                             | lente                           |       |
| Hêrest                                            | Herbst                        | Herbst                               | herfst                          |       |
| Roâ                                               | Obhång                        | Abhang                               | helling                         |       |
| oichébloackt                                      | owegschmissn                  | hinuntergefallen                     | vanaf gevallen                  |       |
| mogst a Fótzn/Deetschn                            | mogst a Waatschn/âne ådraat   | willst du Schläge                    | wil je klappen                  |       |
| Neidei/Neidal                                     | Bussal/Bussl                  | Küsschen                             | kusje                           |       |
| tênk/dêngg                                        | links                         | links                                | links                           |       |
| oft hosd a Pejch                                  | nocha host a Beech            | danach hat man eben Pech             | daarna heeft men pech           |       |
| Amper                                             | Kiwe                          | Küwé                                 | Eimer/Kübel                     | emmer |
| Miichbutschn                                      | Müchkånn/Millikånna           | Milchkanne                           | melkkan                         |       |
| Piché                                             | Higl/Higé/Hügé                | Hügel                                | heuvel                          |       |
| ebbers/epps                                       | wos                           | etwas                                | iets                            |       |
| enk                                               | eich/eng                      | euch                                 | jullie                          |       |
| znaagst amoi                                      | boid amoi                     | bald einmal                          | snel eens                       |       |
| Zwougstejtz                                       | Woschschi(ü)ssl               | Waschschüssel                        | waskom                          |       |
| léb loub                                          | zimlé schlecht                | ziemlich schlecht                    | tamelijk slecht                 |       |
| Grankn Soissn                                     | Breislbeermamalaad            | Preiselbeermarmelade                 | rode bosbessenjam               |       |
| sejg wûscht wói's Irgest seî                      | dés waarad schô dés Ärgste    | Das wäre wohl ganz schön schlimm     | Dat zou wel heel erg zijn       |       |
| kléckhéscht                                       | stâhort                       | steinhart                            | keihard                         |       |
| Droatsau                                          |                               | ein mit Getreide gefüttertes Schwein | Een met graan gevoederd varken  |       |
| Lâ                                                | Lawin                         | Lawine                               | lawine                          |       |
| drói/drei                                         | drei                          | drei                                 | drie                            |       |
| schiager                                          | fost                          | fast/schier                          | haast, welhaast, schier         |       |
| trêntn                                            | driman/drüm                   | drüben                               | daarginds, ginder               |       |
| eizei                                             | bissé/bissal                  | bisschen                             | beetje                          |       |
| scheickig                                         | liab/nett                     | nett                                 | aardig, lief                    |       |
| botschiarigs Triechei                             | liabs Dirndl/Maadl            | hübsches Mädchen                     | een leuk meisje, een leuke meid |       |
| gutt                                              | klass/toll/super/gwandt       | klasse/toll                          | tof, klasse, super              |       |
| zwê(n)/zwoa/zwó (geslachtsafhankelijk: m, v of o) | zwaa/zwoa                     | zwei                                 | twee                            |       |
| Diwan                                             | Couch/Diwan                   | Couch                                | bank, divan                     |       |
| fêscht/vorigs Jou                                 | vurigs Jor                    | vergangenes Jahr                     | vorig jaar                      |       |
| oûgétzt                                           | obgrutscht                    | abgerutscht                          | naar beneden gegleden           |       |
| Kliabhacké                                        | klâne Hockn                   | kleine Hacke                         | kleine hak                      |       |
| Janker                                            | Janker/Jackn                  | Jacke                                | jas                             |       |
| Gstroû                                            | Widder                        | Widder                               | rammelaar                       |       |
| Manggei/Manggal                                   | Murmétiar/Manggal             | Murmeltier                           | marmot                          |       |
| ôhabig                                            | åhänglich                     | anhänglich/aufdringlich              | opdringerig, aanhankelijk       |       |
| Houdern                                           | Hoodern/Fetzn                 | Putztuch                             | poetslap, poetsdoek, vaatdoek   |       |
| iawand/iawends                                    | ob und zua                    | ab und zu                            | af en toe                       |       |
| gaach                                             | gaach/schnö                   | schnell                              | snel                            |       |
| Graxn                                             | Graxn                         | altes Auto/Korb                      | oude auto                       |       |
| Zecker                                            | Korb                          | Korb                                 | mand, korf                      |       |
| Klejzn                                            | Kleezn                        | gedörrte Birnen                      | gedroogde bessen                |       |
| Ziwém/Zibém                                       | Zwétschgn                     | Zwetschke                            | kwets (plantkundige term)       |       |
| Bêhaiger let.: "Beerenheiger"                     | Egóist                        | Egoist                               | Egoïst                          |       |
| hóier/heier                                       | heier                         | heuer/dieses Jahr                    | dit jaar                        |       |
| schwouschz                                        | schworz                       | schwarz                              | zwart                           |       |
| greâ                                              | greâ/grün                     | grün                                 | groen                           |       |
| blóhappert                                        | blóssfiassig                  | barfüßig                             | op blote voeten, barvoets       |       |
| arschlinks                                        | orschlinks/ricklings          | rücklinks                            | op de rug                       |       |
| gódln                                             | nochédésn                     | dösen/nachnickern                    | suffen                          |       |
| bleâgétzn                                         | sudern                        | jammern                              | jammeren                        |       |
| ninnerscht                                        | nirngs                        | nirgends                             | nergens                         |       |

### Voorbeeldzinnen
- Oorspronkelijk Pongaus: Dóscht amoi im Hêrest houd's an Lódern vô da Gmoâ oichébloackt iwers Roâ.
  - Gematigd Pongaus: Neilich/Nóilich im Herbst hod's in Lódern vô da Gmoâ owébloackt iwers Roâ.
    - Oost-Middel-Beiers: Neilich im Herbst hod's 'n Lóder vô da Gmoâ owégschmissn üwern Hügé.
      - Hoog-Duits: Neulich im Herbst ist der gut gebaute Gemeindearbeiter gestürzt und den Abhang hinuntergerollt.
        - Nederlands: Onlangs in de herfst is de goed gebouwde gemeentewerker gevallen en van de helling afgerold.

- Oorspronkelijk Pongaus: Ah sejg greâne Scheickei gfoischt ma guad, sejg mechert i houm.
  - Gematigd Pongaus: Maî dés greâne Scheickal gfoid ma guad, dés mechert i hom.
    - Oost-Middel-Beiers: Maî dé grüne/greâne Westn is vói liab/gwandt, dé mecherd i hom.
      - Hoog-Duits: Diese grüne Weste finde ich sehr schön, ich würde die gerne haben wollen.
        - Nederlands: Dit groene vest vind ik heel mooi, ik zou het graag willen hebben.

- Oorspronkelijk Pongaus:Hóier an Winter is oâfoucht iwerhapts koâ Schnee zan Schiifoun dou gwéjn, fêscht houd's gnua gejm.
  - Gematigd Pongaus: Heier im Winter is oâfoch iwerhaupt koâ Schnee zum Schiforn do gwén, vurigs Jor/Jou hod's gnuag geem.
    - Oost-Middel-Beiers: Heier im Winter is néd wirklich a Schnee do zum Schiforn, vurigs Jor hod's gnuag geem.
      - Hoog-Duits: In diesem Jahr im Winter hat es kaum Schnee gegeben zum Schifahren, letztes Jahr war genug da gewesen.
        - Nederlands: Dit jaar was er in de winter nauwelijks sneeuw, vorig jaar was er genoeg.